# Coupe nord-africaine des clubs champions 2008
Navigation
Édition suivante
La coupe nord-africaine des clubs champions 2008 est la 1re édition de la coupe nord-africaine des clubs champions.
La compétition est réservée aux champions nationaux d'Algérie, d'Égypte, de Libye, du Maroc et de Tunisie. Cependant le champion égyptien Al Ahly SC n'a pas pu participer au tournoi en raison de sa participation à la coupe du monde des clubs 2008.
L'équipe tunisienne du Club africain remporte la compétition en battant le FAR de Rabat aux tirs au but.

## Demi-finales
| Équipe 1      | Score | Équipe 2           | Aller 17 et 19 décembre 2008 | Retour 24 et 26 décembre 2008 |
| ------------- | ----- | ------------------ | ---------------------------- | ----------------------------- |
| Club africain | 3 - 2 | Al-Ittihad Tripoli | 2 - 1                        | 1 - 1                         |
| JS Kabylie    | 1 - 2 | FAR de Rabat       | 1 - 1                        | 0 - 1                         |

## Match pour la troisième place
La troisième place de la compétition se joue entre Al-Ittihad Tripoli et JS Kabylie sur un seul match, disputé au stade du 11 juin à Tripoli en accord avec les deux équipes. Dans un premier temps l'équipe libyenne de Al-Ittihad obtient cette troisième place après un match nul 1-1 et le refus de la JSK de participer à l'épreuve des tirs au but. Une décision ultérieure de l’UNAF attribuera néanmoins la troisième place aux deux équipes.
Après la fin du match sur le score de 1-1 et conformément à une décision prise lors d'une réunion d'avant-match, l'arbitre de la rencontre a en effet décidé d'organiser une séance de tirs au but pour désigner le vainqueur. Le match ayant eu lieu sur le terrain de Al-Ittihad, le délégué de l'équipe algérienne considère toutefois que le but de son équipe a été inscrit à l'extérieur et devrait compter pour deux buts. La JS Kabylie s'estime vainqueur et refuse de se soumettre à l'épreuve des tirs au but. Selon le président de la JS Kabylie Mohand Cherif Hannachi, le délégué du match n’aurait pas été assez clair lors de la réunion technique d’avant match et n'aurait envisagé les tirs au but qu’en cas de match nul sur le score de 0-0.
Devant la persistance des responsables de l'équipe kabyle dans leur refus de participer à la séance de tirs au but sous prétexte de ne pas avoir pris part à la réunion d'avant-match, l'arbitre déclare l'équipe libyenne de Al-Ittihad Tripoli vainqueur de la rencontre. Lors d'une réunion du comité exécutif de l’UNAF il sera décidé le lundi 19 janvier 2009 d'accorder la troisième place conjointement aux deux équipes et de partager équitablement la prime aux deux équipes en raison de l'absence de point réglementaire qui traite du système d'un match unique.
| Équipe 1           | Score 8 janvier 2009 | Équipe 2   |
| ------------------ | -------------------- | ---------- |
| Al-Ittihad Tripoli | 1 - 1                | JS Kabylie |

## Finale
| Équipe 1      | Score     | Équipe 2     | Aller 7 janvier 2009 | Retour 25 janvier 2009 |
| ------------- | --------- | ------------ | -------------------- | ---------------------- |
| Club africain | 3 - 2 tab | FAR de Rabat | 0 - 0                | 0 - 0 (3-2 tab)        |

| Coupe nord-africaine des clubs champions Vainqueur 2008-2009 |
| ------------------------------------------------------------ |
| Club africain 1er titre                                      |